# Centris tetrazona
Centris tetrazona là một loài Hymenoptera trong họ Apidae. Loài này được Moure & Seabra mô tả khoa học năm 1962.